# Холодная (Кировская область)
Холодная — упразднённая деревня в Шабалинском районе Кировской области России. Входила в состав Николаевского сельсовета. Находится урочище на территории Новотроицкого сельского поселения.

## Название и статус
Первоначально — выселок Из п. Гребеневскаго при рч. Серединце (Холодный) (1892), починок Из починка Гребеневского 1-го (Холодная) (1905), починок	Гребеневский 2-й (1915), деревня Холодная (ный), 2-я Гребеневская (ский) (1926), деревня	Холодная (1939).

## География
Расположена местность, где находилась деревня, в западной части региона, в пределах Волжско-Ветлужской равнины, в подзоне южной тайги
.

### Географическое положение
Расстояния по прямой (в км) и направление (стрелкой) до объекта:
- д. Гребеневская (↑ 1 км)
- д. Багаи (→ 1.8 км)
- д. Салычи (↘ 1.8 км)
- д. Лаврушата (← 2.2 км)
- д. Цветы (↙ 2.3 км)
- с. Николаевское (↖ 2.7 км)
- д. Крысановцы (↑ 3 км)

### Климат
Климат характеризуется как континентальный, с продолжительной холодной снежной зимой и умеренно тёплым коротким летом. Среднегодовая температура — 1,6 °C. Средняя температура воздуха самого холодного месяца (января) составляет −13,8 °C; самого тёплого месяца (июля) — 17,5 °C. Безморозный период длится 89 дней. Годовое количество атмосферных осадков — 721 мм, из которых 454 мм выпадает в тёплый период.

## История
Впервые упоминается как выселок	из п. Гребеневскаго при рч. Серединце (Холодный) в «Материалах по статистике Вятской губернии». (Т. 10. Котельнический уезд. Ч. 2. Подворная опись. Вятка, 1893), содержащий сведения подворной описи 1884—1893 гг..
До упразднения уездно-губернского деления входила в состав Ключевской волости Котельничского уезда. Крестьяне входили в Цветковское общество.
В советские годы входила в состав Сандаковского сельсовета, Николаевского сельсовета.
Исключена из учётных данных после 1970 года.

## Население
До революции жители относились к приходу Николаевской церкви с. Николаевское.
Проживали на 1892 год 99 человек (53 мужчины, 46 женщин).
Всесоюзная перепись населения 1926 года — 136 человек, из них 62	мужчины и 68	женщин.
Всесоюзная перепись населения 1939 года показала 67 жителей, из них 30 мужчин,	37	женщин.
Всесоюзная перепись населения 1959 года зафиксировала постоянное население в 29 человек, из них 14 мужчин, 15 женщин; преобладающая национальность — русские.
Всесоюзная перепись населения 1970 года зарегистрировало 5 жителей: 2 мужчины и 3 женщины.

## Известные уроженцы, жители
- Глушков, Николай Тимофеевич (1918—1999) — председатель Государственного комитета СССР по ценам (1975—1986).

## Инфраструктура
Было личное подсобное хозяйство с зоной сельскохозяйственного использования, индивидуальная застройка усадебного типа. К 1905 году 18 дворов, в 1926 — 26 хозяйств, в 1950 — 21.
На конец XIX века жители занимались извозом; были поденщиками.

## Транспорт
Просёлочные дороги.